# Trichocereeae
A kaktuszfélék Trichocereeae nemzetségcsoportjába Dél-Amerikában elterjedt oszlop- és gömbkaktuszok tartoznak; zömük az Andok hegyeiben honos. A névadó Trichocereus nemzetséget ma az Echinopsis genusba sorolják. A leggyakoribbak Délkelet-Peruban, Bolíviában és Északnyugat-Argentínában, de sok fajuk él Brazília szárazabb részein is. Egyes nemzetségeik (Discocactus) cephaliumot (ld. Cereeae) növesztenek.
A tribus tagja a helybeliek által San Pedro-kaktusznak nevezett Echinopsis (Trichocereus) pachanoi, mely másodlagos anyagcseretermékekként hallucinogén anyagokat halmoz fel. Fogyasztása elterjedt volt az indián kultúrák spirituális szertartásaiban (innen ered a neve is: fogyasztása után a papok/sámánok az isteneikkel kommunikálhattak, amit a konkvisztádorok „Szent Péter színe elé járulással” azonosítottak).

## Nemzetségek
Klád I:
- Brachycereus
- Cleistocactus
- Denmoza
- Espostoa
- Facheiroa
- Haageocereus
- Lasiocereus
- Leocereus
- Matucana
- Mila
- Oreocereus
- Oroya
- Pygmeocereus
- Rauhocereus
- Weberbauerocereus
- Yungasocereus

Klád II:
- Arthrocereus
- Discocactus
- Echinopsis
- Gymnocalycium
- Harrisia
- Neowerdermannia
- Rebutia
- Samaipaticereus